# 대니 드링크워터
대니얼 노얼 "대니" 드링크워터(Daniel Noel "Danny" Drinkwater, 1990년 3월 5일 ~ )은 잉글랜드의 은퇴한 축구 선수이며 과거 미드필더로 활약했다.
맨체스터 유나이티드의 유스 출신이며 임대 생활을 전전하다 2012년 레스터 시티로 이적하였다. 레스터 시티의 풋볼 리그 챔피언쉽 우승과 잉글랜드 프리미어 리그 우승에 공헌하였다. 포지션은 미드필더이다. 레스터 시티 우승으로 유명세를 얻었다.
2017년 첼시 FC로 이적하였다.

## 수상
레스터 시티
- 프리미어리그: 2015-16
- 풋볼 리그 챔피언십: 2013-14

첼시
- FA컵: 2017–18

잉글랜드 U-19
- UEFA U-19 축구 선수권 대회 준우승: 2009

개인 기록
- 레스터 시티 올해의 선수: 2013–14